# Squalodon
A Squalodon az emlősök (Mammalia) osztályának párosujjú patások (Artiodactyla) rendjébe, ezen belül a fosszilis Squalodontidae családjába tartozó típusnem.
A Squalodon cetnemet Jean-Pierre Sylvestre de Grateloup francia orvos és természettudós nevezte meg először 1840-ben. Ő azt hitte, hogy az állat maradványai egy Iguanodontia dinoszauruszhoz tartoznak, de azóta már rájöttek, hogy valóban egy ősi fogascetről van szó. A Squalodon név a cápák közé tartozó Squalus nemből ered. Az ősfogascet nevének jelentése: „Squalus fog”.
A miocén korban élt fajokra az óriásfogú cápa (C. megalodon) vadászott.

## Első echolokáció
A fogakkal rendelkező bálnák (fogascetek) egy sor különböző, magas frekvenciájú hangrezgést bocsátanak ki kerekded, dinnye formájú homlokukon keresztül, melyek visszaverődnek a tárgyakról, majd a visszavert rezgéseket az alsó állkapcsukkal érzékelik. A Squalodon koponyája bizonyítja az echokoláció első megjelenését. A Squalodon-ok a késő oligocén és a középső miocén korszakok között éltek, körülbelül 28-15 millió évvel ezelőtt. Az ősi és a modern tulajdonságok jellegzetes keveréke a Squalodon. Koponyája jól tömörített, az orr felfelé tolódik, így adva a modern fogas bálnák megjelenési formáját.

## Rendszerezés
A nembe az alábbi 7 faj tartozik:
- Squalodon antverpiensis van Beneden, 1861
- Squalodon barbarus Mchedlidze & Aslanova, 1968
- Squalodon bariensis (Jourdan, 1861)
- Squalodon calvertensis Kellogg, 1923
- Squalodon catulli Molin, 1859
- Squalodon grateloupii Meyer, 1843 - típusfaj
- Squalodon whitmorei Dooley, 2005

## Fordítás
- Ez a szócikk részben vagy egészben  a   Squalodon című angol Wikipédia-szócikk ezen változatának fordításán alapul.  Az eredeti cikk szerkesztőit annak laptörténete sorolja fel. Ez a jelzés csupán a megfogalmazás eredetét és a szerzői jogokat jelzi, nem szolgál a cikkben szereplő információk forrásmegjelöléseként.